# 河北人民出版社
河北人民出版社（英語：Hebei People's Publishing House），是一家中华人民共和国出版社，地址为河北省石家庄市北马路45号。

## 概述
1950年11月23日，河北人民出版社成立。其出书范围主要包括有哲学、政治、法律、经济、历史等研究著作、辞书、工具书；地方志、当地所藏古籍等。2000年该社被评为“全国良好出版社”。2002年，被评为河北省“省级文明单位”。